# Еко (валюта)

Західноафриканський франк
Майбутні країни зони Еко
Тільки ECOWAS (Капе Верде)

Еко — запропонована назва спільної валюти, яку Західноафриканська валютна зона (WAMZ) планує запровадити в рамках Економічного співтовариства західноафриканських держав (ECOWAS). Метою його введення є заміна західноафриканського франка CFA (який використовується більшістю франкомовних членів ECOWAS з 1945 року) новою валютою. Це створить загальну валюту для більшої частини Західної Африки .
У грудні 2020 року французькі депутати закликали скасувати франк CFA в Африці. Депутати також засуджують франк CFA як колоніальну валюту.

## зовнішні посилання
- Західно-Африканський валютний інститут [Архівовано 28 березня 2020 у Wayback Machine.]
- Управління багатостороннього нагляду за макроекономічною політикою в Комісії ECOWAS